# Breviraja marklei
Breviraja marklei is een vissensoort uit de familie van de Rajidae. De wetenschappelijke naam van de soort is voor het eerst geldig gepubliceerd in 1987 door McEachran & Miyake.